# 砂拉越人民自强党
砂拉越人民自强党（Parti Tenaga Rakyat Sarawak，缩写为TERAS）是马来西亚政党。该党是2013年社团注册局批准注册成为政党的20个新党之一。
砂拉越人民自强党分裂自国阵民进党，由威廉玛旺领导的心怀不满的领导人在党内出现领导危机后成立，并支持国阵。该党还有一些来自人联党的议员。然而该党申请加入国阵遭拒。
2014年5月，砂拉越人民自强党成功吸引到11名议员加入。但几周后，黄顺舸和4名州议员退党加入联合人民党。该党和国阵在2016年砂拉越州选举中达成议席分配协议。
2016年5月11日，砂拉越人民自强党决定自我解散，以允许作为国阵直属候选人当选的党员加入任一国阵成员党。但这一计划最终取消了。

## 州选成绩
| 州选              | 州议会 | 州议会              |
| 州选              | 砂拉越 | 赢得席位 / 竞选席位 |
| ----------------- | ------ | ------------------- |
| 2016 （国阵直属） | 3 / 82 | 3 / 3               |